# Reinhold Glière
Reinhold Moritzevich (Moritsevich) Glière (Glier) (tiếng Nga: Рейнгольд Морицевич Глиэр)(1875-1956) là nhà soạn nhạc, nhạc trưởng người Nga.

## Cuộc đời và sự nghiệp
Reinhold Glière học âm nhạc tại nhà ở Kiev, học sáng tác tại Nhạc viện Moskva, học chỉ huy tại Nhạc viện Berlin. Sau đó, ông trở thành giám đốc và giáo sư môn sáng tác tại Nhạc viện Kiev, rồi chuyển về dạy tại Nhạc viện Moskva.

## Phong cách sáng tác
Âm nhạc của Reinhold Glière đi theo những truyền thống của âm nhạc kinh điển Nga, trong sáng, lạc quan, giai điệu phong phú, gần gũi với dân ca Nga.

## Các sáng tác
Reinhold Glière đã viết:
- ba bản giao hưởng
- bốn bản tứ tấu đàn dây
- Hành khúc của Hồng quân cho dàn nhạc kèn (1924)
- Opera:

- Shakh Senem (1927)
- Rachel (1943

- Bản opera-oratorio Mặt đất và bầu trời (1900)
- Các vở ballet:

- Hoa anh túc (1927)
- Ky sĩ bằng đồng (1949)

- Concerto cho hạc cầm (1938)
- Concerto cho violin (1945-1946)
- 123 ca khúc
- 173 tiểu phẩm cho piano
- Nhiều tác phẩm nhạc thính phòng khác

## Danh sách tác phẩm

### Tác phẩm cho dàn nhạc
- Symphony No 1 in E-flat major, Op. 8 (1900)
- Symphony No 2 in C minor, Op. 25 (1907)
- Sireny (The Sirens) in F minor, symphonic poem, Op. 33 (1908)
- Symphony No 3 (Ilya Muromets) in B minor, Op. 42 (1911). (Premiere by the Russian Musical Society in Moscow under Emil Cooper on ngày 23 tháng 3 năm 1912.)[2][3]
- Zaporozhtsy (The Zaporozhy Cossaks), symphonic poem-ballet, Op. 64 (1921; performed only in concert)
- Na prazdnik Kominterna! (Fantasy for the Comintern Festival), Fantasy for military wind orchestra (1924)
- Marsh Krasnoy Armii (March of the Red Army) for wind orchestra (1924)
- Symphonic Fragment (1934)
- Geroitshesky marsh Buryatskoy-Mongolskoy ASSR (Heroic March for the Buryat-Mongolian ASSR), C major, Op. 71 (1934–1936)
- Torzhestvennaya uvertyura k 20-letiyu Oktyabrya (Festive Overture for the 20th Anniversary of the October-Revolution), Op. 72 (1937)
- Ferganskiy Prazdnik (Holiday in Ferghana) Overture Op 75
- Pokhodny marsh (Field March) for wind orchestra, Op. 76 (1941)
- Druzhba narodov (The friendship of the peoples), Ouverture on the 5th anniversary of the Soviet Constitution, Op. 79 (1941)
- 25 let Krasnoy Armii (25 Years of the Red Army), Overture for wind orchestra, Op. 84 (1943)
- Pobeda (Victory), Overture, Op. 86 (1944); version for wind orchestra, Op. 86a
- Concert Waltz in D-flat major, Op. 90 (1950)

### Concerti
- Concerto for harp and orchestra in E-flat major, Op. 74 (1938)
- Concerto for coloratura soprano and orchestra in F minor, Op. 82 (1943)
- Concerto for cello and orchestra in D minor, Op. 87 (1946)
- Concerto for horn and orchestra in B-flat major, Op. 91 (1951)
- Concerto for violin and orchestra (Concerto-Allegro) in G minor, Op. 100 (1956), completed and orchestrated by Boris Lyatoshinsky

### Tác phẩm thanh nhạc
- Songs
- Chorales
- Cantatas

### Nhạc thính phòng
- String Quartet No 1 in A major, Op. 2 (1899)
- String Quartet No 2 in G minor, Op. 20 (1905)
- String Quartet No 3 in D minor, Op. 67 (1927)
- String Quartet No 4 in F minor, Op. 83 (1943)
- String Sextet No 1 in C minor, Op. 1 (1898)
- String Sextet No 2 in B minor, Op. 7 (1904)
- String Sextet No 3 in C major, Op. 11 (1904)
- String Octet in D major, Op.5 (1902)
- Intermezzo and Tarantella for double bass and piano, Op. 9
- Praeludium and Scherzo for double bass and piano, Op. 32
- Duos for various instruments

Russian Sailor's Dance

### Piano
Numerous piano pieces
- 25 preludes for piano, Op. 30 (from the Sibley Music Library Digital Scores Collection)
- 8 pièces faciles pour piano, Op. 43 (from the IMSLP Petrucci Music Library)
- 12 morceaux for piano 4-hands, Op. 48 (from the Sibley Music Library Digital Scores Collection)

### Âm nhạc sân khấu

#### Opera
- Earth and Heaven , opera-oratorio (1900), after the poem by Lord Byron
- Shakh-Senem, opera, Op. 69 (1923–25)
- Rachel, opera in one act, Op.81 (1942–43), libretto by Mikhail Bulgakov after Maupassant's Mademoiselle Fifi
- Leyli va Medzhnun, [Uzbekian] opera, Op. 94 (1940), co-author Talib Sadykov
- Gyul'sara, opera, Op. 96 (1936, rev. 1949), co-author Talib Sadykov

#### Ballet
- Khrizis, Op. 65 (1912, rev. 1925), Mime Ballet
- Komedianty (The Comedians), Op. 68 (1922, rev. 1930 and 1935 as Doch' Kastilii (The Daughter of Castille))
- Krasny mak (The Red Poppy), Op. 70 (1927, rev. 1949 and 1955 Krasny tsvetok (The Red Flower))
- Cleopatra, Op. 78 (1925), Mime Ballet
- Medny vsadnik (The Bronze Horseman; after Alexander Pushkin), Op. 89 (1948/49)
- Taras Bulba (after Nikolai Gogol), Op. 92 (1952)

### Nhạc cụ solo
- Impromptu for harp
- Intermezzo & Tarantella for Double Bass